# Wolfcenter
Koordinaten: 52° 49′ 37,8″ N, 9° 12′ 47,6″ O
Das Wolfcenter ist ein etwa 5,2 Hektar großer Zoo in der niedersächsischen Gemeinde Dörverden im Landkreis Verden, der sich vor allem den Wölfen widmet. Es wurde am 28. April 2010 eröffnet.

## Lage
Das Wolfcenter befindet sich in der zu Dörverden gehörenden Ortschaft Barme auf einem Teil des zur ehemaligen Niedersachsen-Kaserne gehörenden Geländes. Die Kaserne wurde von der Bundeswehr Anfang September 2003 geräumt.

## Beschreibung
Der Zoo verfügt über einen Ausstellungsbereich, in dem eine vom Universum Bremen konzipierte Dauerausstellung zu sehen ist, einen zweiten Ausstellungsbereich, den sogenannten Zeittunnel, in dem der Besucher auf den letzten 15.000 Jahren im Aller-Leine-Tal wandeln kann, sowie einen bewaldeten Außenbereich mit mehreren Gehegen.
Die Dauerausstellung ist in fünf Themenbereiche unterteilt:
- Faszination Wolf – Sinne, Leistungen, Biologie,
- Unter Wölfen – Population, Kommunikation, Aufzucht,
- Von Wölfen gejagt – Ernährung, Beutetiere, Jagdverhalten (siehe auch Herdenschutz)
- Wölfe und Menschen – Wolfsgeschichten, Wolfsjagd, Wolfsmanagement,
- Vom Wolf zum Hund – Wolfsvielfalt, Domestikation, Zucht.

Neben den Ausstellungen gibt es im Gebäude ein Restaurant, zwei Tagungsräume und einen Laden.
Im Außenbereich befinden sich fünf Wolfsgehege, in denen mehrere Wölfe leben, und ein circa 2500 m² großes Alpakagehege. Ein Gehege, das früher von zwei Tschechoslowakischen Wolfhunden bewohnt war, wurde zu einem Wolfsgehege umgebaut. Weiterhin gibt es auf dem Gelände ein Ziegengehege und ein Präriehundgehege, zwei Spielplätze sowie ein Indianerdorf mit Tipis, in dem die Besucher auch übernachten können. Übernachtungen sind darüber hinaus auch in Zimmern und im Baumhaushotel des Wolfcenter möglich.
Vier Wolfsgehege verfügen über je eine Beobachtungsplattform.

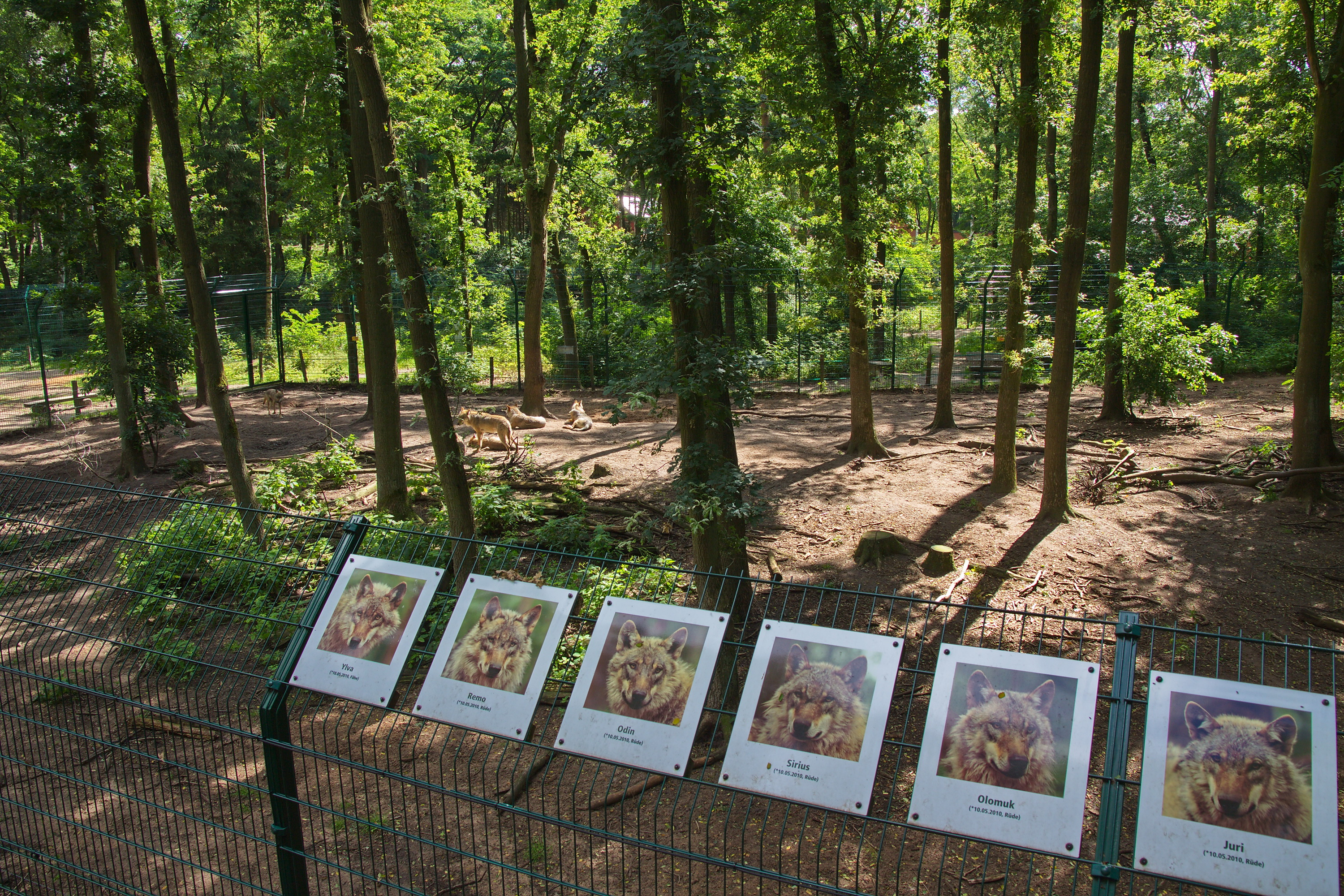
Anlagen im Wolfcenter
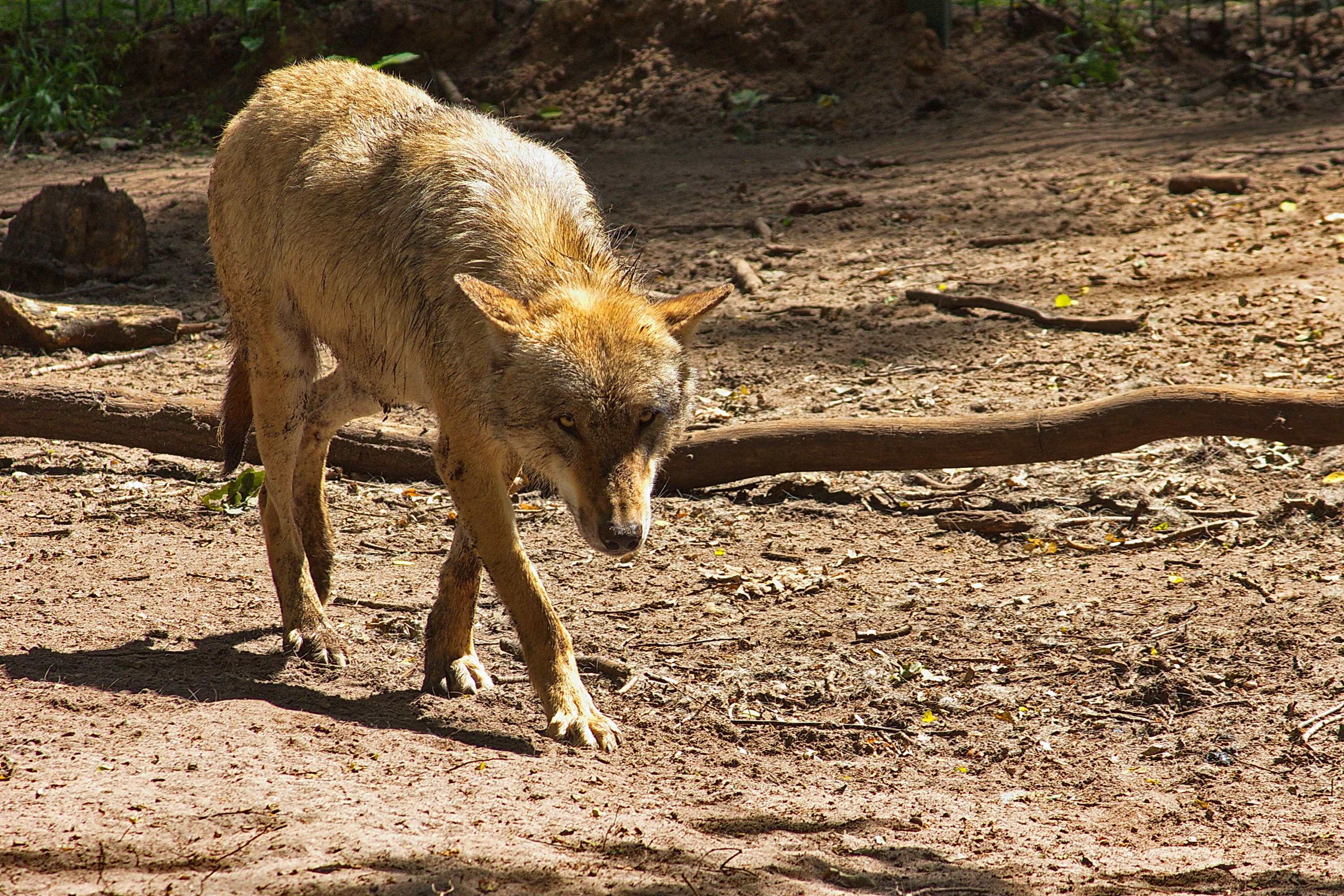
Eurasischer Wolf (Canis lupus lupus)
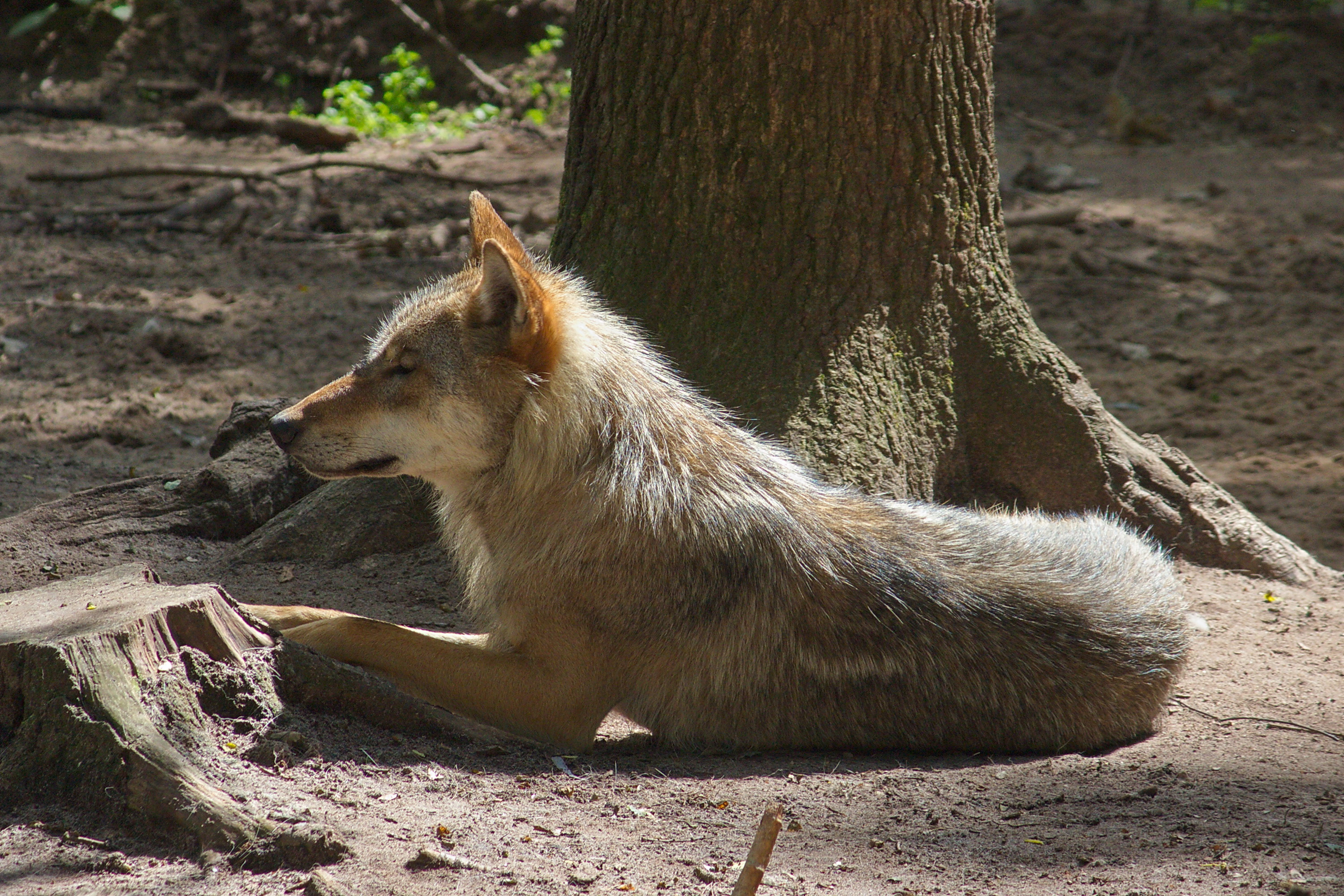
Ruhender Wolf im Wolfcenter
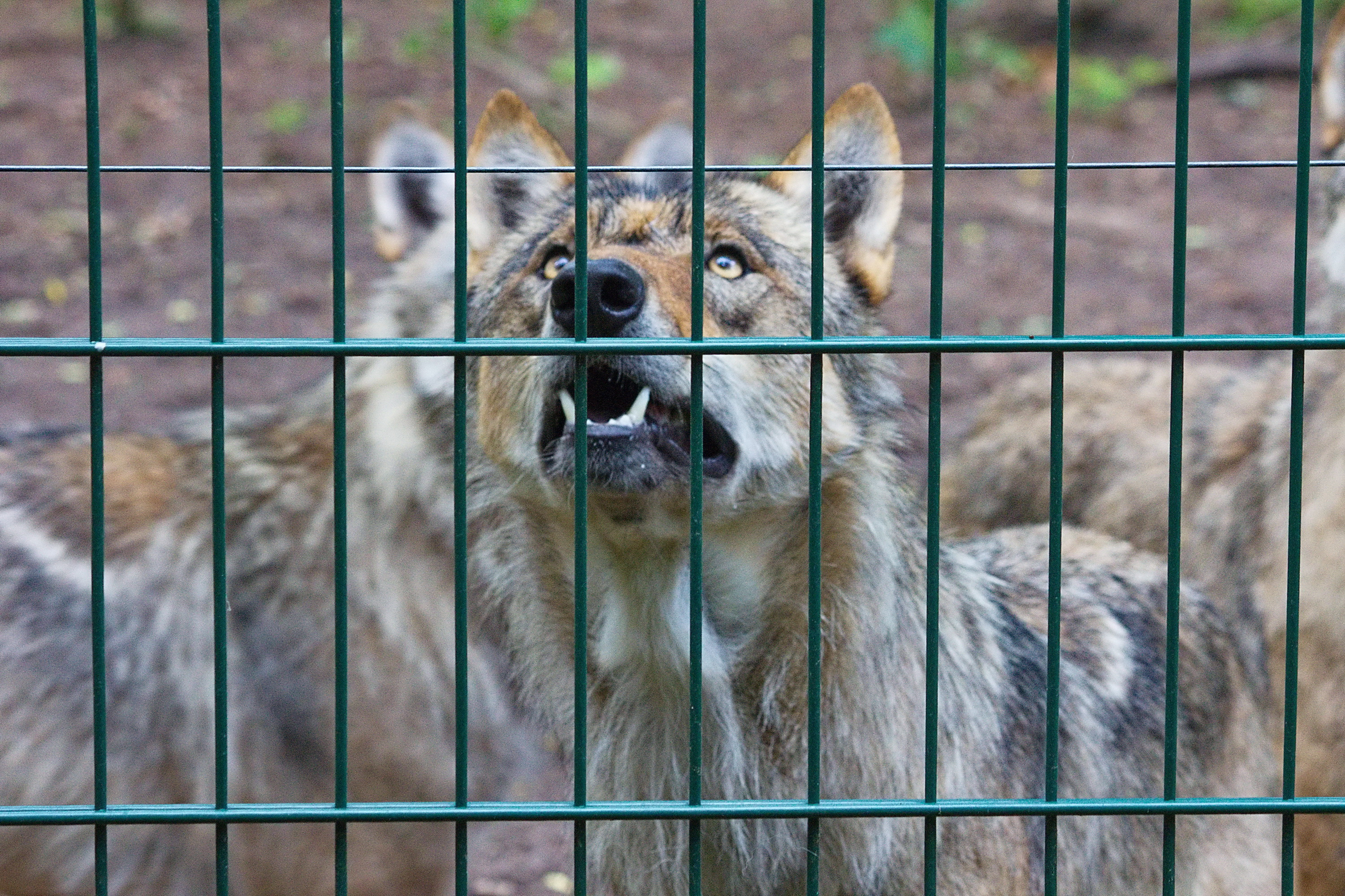
Bei der Fütterung

## Idee und Ziel
Die Idee zum Aufbau des Wolfcenters kam dem Investor- und Betreiberehepaar im Jahr 2005 auf einer Reise in Kanada, wo sie ein ähnliches Wolfcenter besuchten.
Das Wolfcenter will der Bevölkerung den in Deutschland spätestens seit Beginn des 20. Jahrhunderts ausgerotteten und seit den 1990er Jahren überwiegend aus Osteuropa wieder einwandernden Wolf, der heute unter Schutz steht, näherbringen. Dazu finden u. a. Vorträge, Führungen und Schaufütterungen statt, die zusammen mit den Gehegen und den Ausstellungsbereichen umfassend über das Verhalten, soziale Strukturen, den Lebensraum, Jagd und den Schutz von Wölfen informieren sollen.

## Wolfsauffangstation
Seit Dezember 2016 ist das Wolfcenter als zweite Wolfsauffangstation des Landes Niedersachsen neben dem Wildpark Lüneburger Heide anerkannt.